# HD222925
HD222925 — хімічно пекулярна зоря спектрального класу F8, що має видиму зоряну величину в смузі V приблизно  9,0.
Вона  розташована на відстані близько 891,1 світлових років від Сонця.

## Пекулярний хімічний склад
Зоряна атмосфера HD222925 має підвищений вміст 
Eu
.